# بلاك هوك (رسام)
بلاك هوك (بالإنجليزية: Black Hawk)‏ هو رسام أمريكي، ولد في 1832، وتوفي في 1890.